# Biografielijst Wl

## Wla
- Sándor Wladár (1963), Hongaars zwemmer
- Wladislaus de Balling (1105-1159), eerste groothertog van Polen
- Wladislaus de Korte (1260-1333), Hertog van Koejawië (1305-1332)
- Wladislaus de Witte (ca. 1330-1388), Hertog van Koejawië (1347-1364)
- Wladislaus Odonic (1190-1239), Zoon van Odo van Posen
- Wladislaus van Bytom (ca. 1280-1352), hertog van Kozle (1303-1334), hertog van Bytom (1316-1352), hertog van Toszek (1329-1352) en hertog van Siewierz (1328-1337)
- Wladislaus van Dobrzyn, bekend als Wladislaus met de Bult, (ca. 1303-ca. 1351), hertog van Borbzyn (1312-1327, 1343-1351/1352) en hertog van Leczyca (1327-1349)
- Wladislaus van Glogau (1420-1460), Hertog van Teschen (1431-1452)
- Wladislaus van Liegnitz (1296-1352), Hertog van Liegnitz (1311-1312)
- Wladislaus van Silezië (1237-1270), Aartsbisschop van Salzburg (1265-1270) en Hertog van Silezië-Breslau (1266-1270)
- Wladislaus van Zator (+1494), Hertog van Zator (1465-1494)
- Wladislaus I Herman van Polen (ca. 1043-1102), Hertog van Polen (1079-1102)
- Wladislaus I van Auschwitz (ca. 1270-ca. 1321), Hertog van Auschwitz
- Wladislaus I van Varna (1424-1444), Koning van Polen (1434-1444) en van Hongarije (1440-1444)
- Wladislaus II Jagiello van Polen (ca. 1351-1434), Koning van Polen (1386-1434) en grootvorst van Litouwen
- Wladislaus II van Hongarije (1456-1516), Koning van Bohemen (1471-1516), Koning van Hongarije (1490-1516) en Markgraaf van Moravië (1490-1516)
- Wladislaus III Spillebeen (1161-1231), Groothertog van Polen (1228-1231)
- Wladislaus III van Varna (1424-1444), Koning van Polen (1434-1444) en van Hongarije (1440-1444)
- Wladislaus IV Wasa (1595-1648), Koning van Polen (1632-1648)
- Władysław I van Opole (ca. 1225-ca. 1281), Hertog van Opole (1246-1281)
- Władysław II van Opole (ca. 1328-1401), Hertog van Opole (1356-1396)

## Wlo
- Anita Włodarczyk (1985), Pools atlete
- Maja Włoszczowska (1983), Pools mountainbikester en wielrenster